# Második Francia Császárság
A Második Francia Császárság (franciául: Second Empire Français, hivatalosan csak Francia Császárság), III. Napóleon 1852 és 1870 között fennálló császári birodalma, amely a kezdeti abszolút monarchikus berendekzedését fokozatosan alakította át parlamentáris alkotmányos monarchiává. A II. Francia Köztársaságot hivatott felváltani. Az ország nevében a második jelző az Első Császárságtól való megkülönböztetés okán alakult ki.
Az országot az 1851. december 2-i államcsínyt követően kiáltották ki, amikor is I. Napóleon unokaöccse, Louis Napoléon Bonaparte, a Második Köztársaság elnöke császárrá koronáztatta magát, amit nagy többséggel egy támogató népszavazással is elismertetett. Franciaország történelme két korszakra bontja a császárságot: a kikiáltásától számítva 1860-ig, amikor is tekintélyuralmi rendszerként működött, majd 1860-tól 1870-es megszűnéséig, amikor is fokozatosan liberalizálódva átalakult alkotmányos monarchiává.
A császár uralkodását a krími háborúban és a második olasz függetlenségi háborúban szerzett francia győzelmekkel kezdte, megszerezve országának Savoyát és Nizzát. Külpolitikáját tekintve erősen próbált részt venni a nemzetközi politikában, követve nagybátyja, I. Napóleon irányvonalát. A francia gyarmatbirodalmat sikeresen bővítette Észak-Afrikában és Délkelet-Ázsiában, egyúttal intervenciót indított Közép-Amerikában, létrehozva a II. Mexikói Császárságot. Mivel rosszul mérte fel a megerősödött Poroszország jelentette veszélyt, így a Második Francia Császárság közel tizennyolc évig tudott fennállni, majd 1870. szeptember 4-én, a porosz–francia háború döntő jelentőségű sedani csatáját követően összeomlott. A Harmadik Francia Köztársaság követte.

## Forrás
1. ↑  1870. szeptember 4. – III. Napóleon lemond trónjáról (magyar nyelven) (html). Tarján M. Tamás, Rubicon
2. ↑  Meghal III. Napóleon, az utolsó francia császár (magyar nyelven) (html). Múlt-kor, 2004. szeptember 13.